# Suinae
Suinae (лат.) — подсемейство парнокопытных млекопитающих, включающее нескольких ныне живущих представителей семейства свиных. Несколько вымерших видов из семейства свиных отнесены к подсемействам, отличным от Suinae. Однако классификация вымерших представителей свинообразных — более крупной группы, включающей в себя свиных, пекариевых и родственные вымершие виды — является спорной, и различные классификации различаются по количеству подсемейств внутри семейства свиных и их содержанию. Некоторые классификации, такие как классификация, предложенная палеонтологом Яном ван дер Мейдом в 2010 году, даже исключают из Suinae некоторые существующие таксоны свиных, помещая эти исключенные таксоны в другие подсемейства.

## Классификация
В своей классификации млекопитающих 1997 года Малкольм С. Маккенна и Сьюзан К. Белл классифицируют Suinae следующим образом:
- Триба Suini
  - Род †Eumaiochoerus (миоцен)
  - Род †Hippopotamodon (миоцен — плейстоцен)
  - Род †Korynochoerus (миоцен-плиоцен)
  - Род †Microstonyx (миоцен)
  - Род Porcula
  - Род Sus (от миоцена до новейшего времени)
- Триба Potamochoerini
  - Род †Celebochoerus (от плиоцена до плейстоцена)
  - Род †Kolpochoerus (от плиоцена до плейстоцена)
  - Род Potamochoerus (от миоцена до недавнего времени)
  - Род †Propotamochoerus (от миоцена до плиоцена)
- Триба †Hippohyini
  - Род †Hippohyus (плиоцен)
  - Род †Sinohyus (плиоцен)
  - Род †Sivahyus (плиоцен)
- Триба Phacochoerini
  - Род †Metridiochoerus (плиоцен-плейстоцен)
  - Род Phacochoerus (от плиоцена до недавнего времени)
  - Род Hylochoerus (от плейстоцена до недавнего времени)
  - Род †Potamochoeroides (плиоцен, возможно, плейстоцен)
  - Род †Stylochoerus (плейстоцен)
- Триба Babyrousini
  - Род Babyrousa (от плейстоцена до новейшего времени)

В третьем издании «Mammal Species of the World» за 2005 год, в котором рассматриваются только современные формы, Питер Грабб следовал этой классификации. Современные формы — это дикие кабаны, домашние свиньи и карликовые свиньи, объединенные в одно племя, а бородавочники, род африканских свиней и род свиней с островов Уоллесии, представляют собой отдельную кладу.